# Halina Krzyżanowska
Halina Krzyżanowska (ur. 4 sierpnia 1867 w Courbevoie, zm. 18 stycznia 1937 w Rennes) – polska i francuska pianistka i kompozytorka.
Urodziła się w Courbevoie pod Paryżem w dużej muzycznej rodzinie zubożałej arystokracji pochodzącej z Polski. Jej rodzicami byli Franciszek Krzyżanowski i Józefina Maria.
W wieku 13 lat zdobyła pierwszą nagrodę w konkursie śpiewu w Konserwatorium Paryskim, gdzie następnie studiowała fortepian u Féliksa Le Couppey i Antoine'a François Marmontela, a kompozycję u Ernesta Guirauda. Pierwsze wyróżnienie uzyskała w 1881, drugą nagrodę w styczniu 1883 a pierwszą w 1885. Pierwszy koncert zagrała w 1885.
Komponowała głównie utwory fortepianowe, utwory kameralne, a także sonatę na wiolonczelę, skrzypce i inne utwory.
Od 1900 roku była profesorem kursu fortepianu w Konserwatorium w Rennes. Koncertowała w wileu krajach Europy.
Zmarła w swoim domu przy rue du Bois Rondel w wieku 69 lat. Została pochowana 21 stycznia na cmentarzu północnym w Rennes.
Odznaczona Orderem Polonia Restituta.